# Almási Zsolt
Almási Zsolt András (Budapest, 1943. szeptember 2. – 2025. július 22.) papíripari mérnök, több papíripari szabadalom tulajdonosa, Magyarország első biztonsági szálas ötezer és tízezer forintos bankjegyek gyártástechnológiájának kifejlesztője, Dunaújváros első szabadon választott polgármestere két cikluson át (1990–1998).

## Életpálya
1968–1989 között a Papíripari Vállalat dunaújvárosi gyárában művezető, gyárrészlegvezető, 1989–1990-ben a Diósgyőri Papírgyárban bankjegyek és értékpapírok fejlesztését vezette. 1990-ben a Budafoki Papírgyár főtechnológusa.
1990. október 23-tól 1998-ig Dunaújváros polgármestere.
1994-ben és 1998-ban az SZDSZ országgyűlési képviselőjelöltje.
1999–2006 között a Dunaújvárosi Főiskola főtitkára. 2006–2007-ben az EU-s ügyek társadalmi alpolgármestere Dunaújvárosban.